# الکسی سویرین
الکسی سویرین (انگلیسی: Aleksey Svirin؛ زادهٔ ۱۵ دسامبر ۱۹۷۸) قایقران روئینگ اهل روسیه بود.